# Dysschema cerialis
Dysschema cerialis är en fjärilsart som beskrevs av Druce 1884. Dysschema cerialis ingår i släktet Dysschema och familjen björnspinnare. Inga underarter finns listade i Catalogue of Life.